# Département Côtes-d’Armor
Das Département des Côtes d’Armor [kot.daʁ.mɔʁ] (bretonisch Aodoù an Arvor), bis 1990 Côtes-du-Nord, ist das französische Département mit der Ordnungsnummer 22. Es liegt im Nordwesten des Landes in der Region Bretagne und ist nach der keltischen Bezeichnung Armor („Land am Meer“) benannt.

## Geographie
Côtes d’Armor grenzt im Westen an das Département Finistère, im Süden an das Département Morbihan und im Osten an das Département Ille-et-Vilaine.
Die 250 km lange Küstenlinie des Départements besteht aus Steilküstenabschnitten, die sich mit zahlreichen Sandstränden und Buchten abwechseln. Bekannt ist vor allem die Côte de Granit Rose zwischen der Pointe de l’Arcouest und Trébeurden mit ihren leuchtend rosafarbenen, teils bizarr geformten Granitfelsen. Der Pointe de l’Arcouest sind die Bréhat-Inseln vorgelagert. Die höchsten Klippen der Bretagne sind an der Pointe de Plouha zu finden.
Der Landstrich ist vom Meer geprägt, das sich mit Ausnahme des Frühjahrs vielerorts von seiner ruhigen Seite zeigt. Dies hängt vom Schutz des Festlandes vor den starken Westströmungen ab. Hier kann man bei einem starken Tidenhub von 5 bis zu 11 Metern je nach Gezeiten einen breiten oder – teilweise bei Flut – keinen Sandstrand vorfinden. An wenig exponierten Abschnitten rollt das Wasser meist mit einer leichten Dünung an den Strand.

## Wappen
Beschreibung: In Blau und Hermelin durch zwei Spickel geteilt.

## Geschichte
Das Département wurde am 4. März 1790 aus einem Teil der Provinz Bretagne gebildet.
Bis 1990 trug das Département den Namen Côtes-du-Nord (bretonisch Aodoù an Hanternoz).

## Bevölkerung

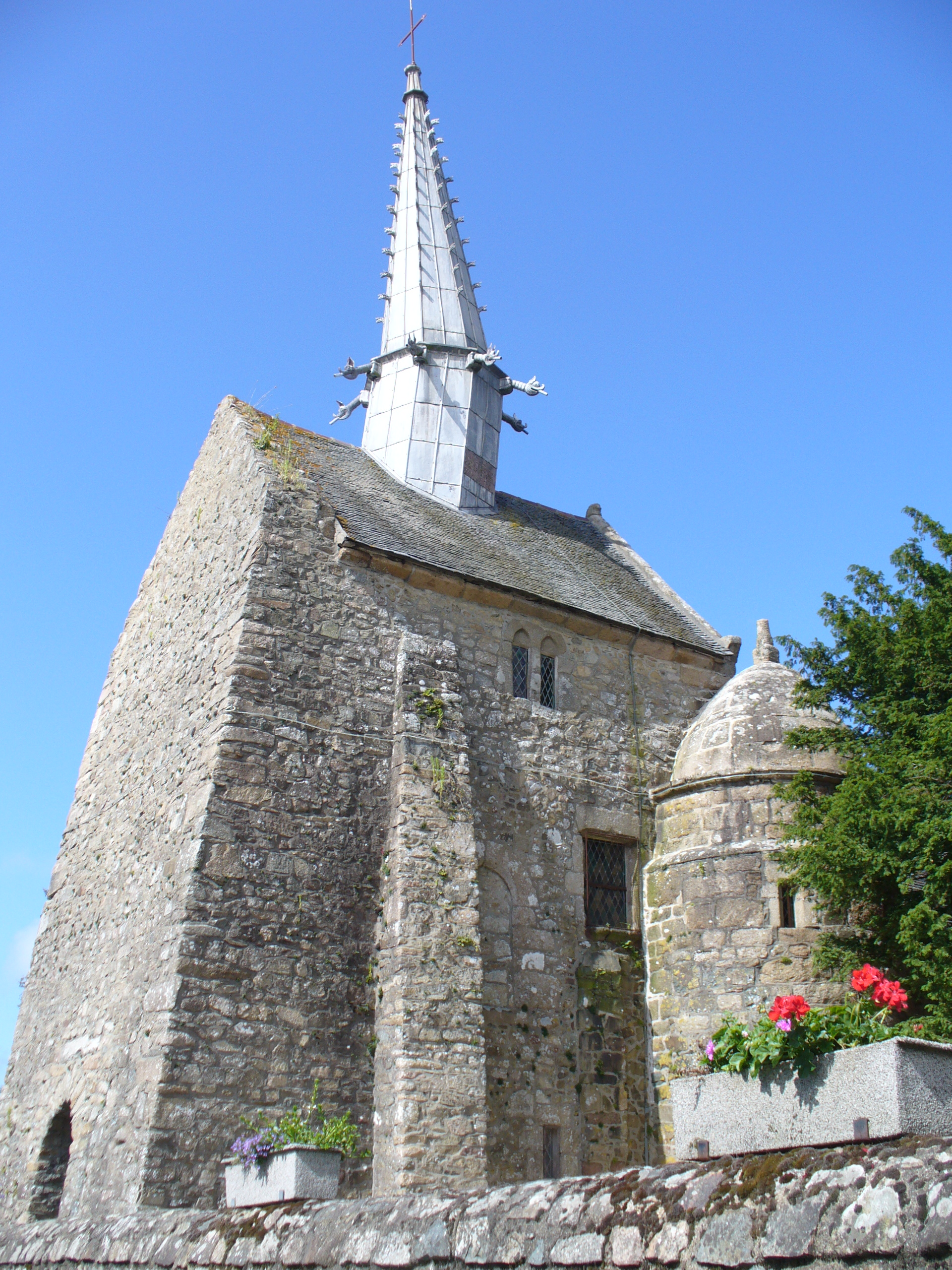
Saint-Gonéry

### Sprache
Im Westen des Départements ist die bretonische Sprache noch sehr präsent, in den übrigen Gegenden werden ausschließlich Französisch und gelegentlich noch Gallo gesprochen.

### Städte
Die bevölkerungsreichsten Gemeinden des Départements Côtes-d’Armor sind:
| Stadt          | Einwohner (2022) | Arrondissement |
| -------------- | ---------------- | -------------- |
| Saint-Brieuc   | 44.607           | Saint-Brieuc   |
| Lannion        | 20.525           | Lannion        |
| Lamballe-Armor | 16.911           | Saint-Brieuc   |
| Plérin         | 14.527           | Saint-Brieuc   |
| Dinan          | 14.966           | Dinan          |
| Ploufragan     | 11.347           | Saint-Brieuc   |
| Loudéac        | 9.875            | Saint-Brieuc   |
| Trégueux       | 8.462            | Saint-Brieuc   |
| Paimpol        | 7.266            | Saint-Brieuc   |
| Perros-Guirec  | 7.260            | Lannion        |

Weitere bedeutende Orte sind Guingamp, Plouha und Tréguier.

## Sehenswürdigkeiten

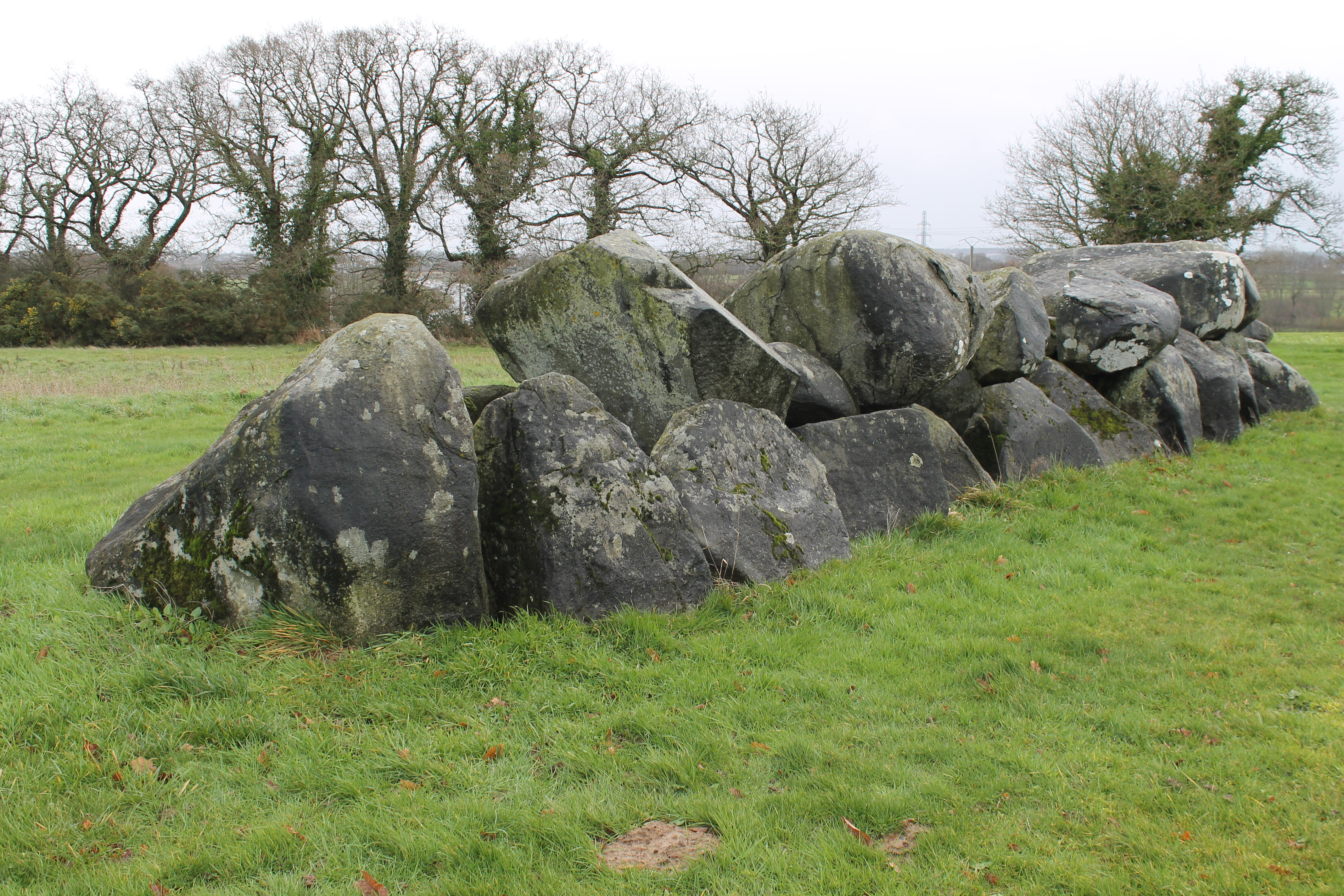
Allée couverte de la Couette

### Galeriegräber
- Allée couverte du Chêne-Hut
- Allée couverte Coët-Correc
- Allée couverte von Corn-er-Houët
- Allée couverte de la Couette
- Allée couverte du Grand Argantel
- Allée couverte von Grimolet
- Crec’h Quillé
- Champ des Roches

### Landschaft und Natur
- Steine von Le Guildo
- Cap Fréhel
- Cap d'Erquy
- Îlot Saint-Michel (Côtes-d’Armor)

## Verwaltungsgliederung

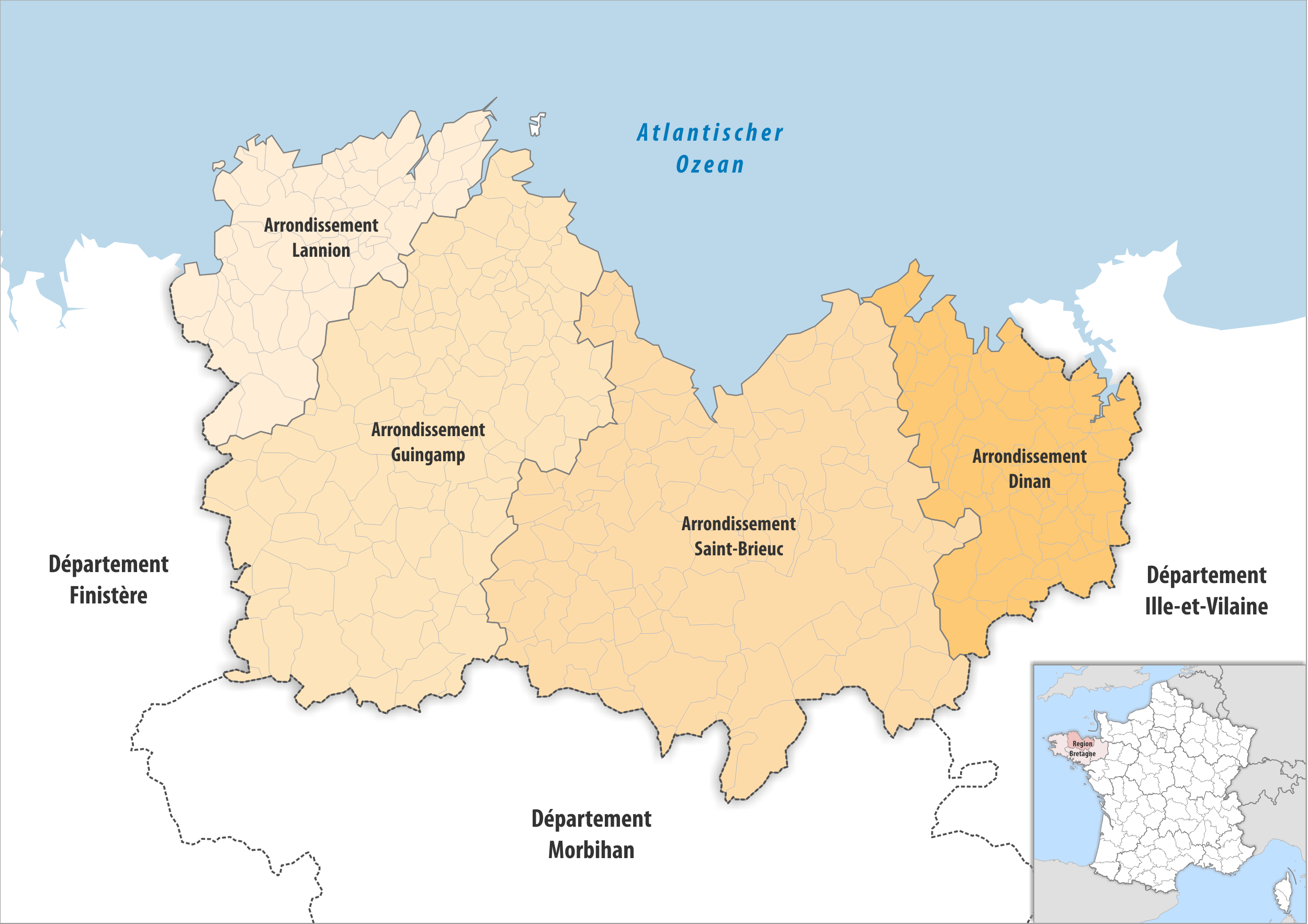
Gemeinden und Arrondissemente im Département Côtes-d’Armor

Das Département Côtes-d’Armor gliedert sich in 4 Arrondissements, 27 Kantone und 344 Gemeinden:
| Arrondissement            | Kantone | Gemeinden | Einwohner 1. Januar 2022 | Fläche km² | Dichte Einw./km² | Code INSEE |
| ------------------------- | ------- | --------- | ------------------------ | ---------- | ---------------- | ---------- |
| Dinan                     | 6       | 66        | 106.772                  | 984,91     | 108              | 221        |
| Guingamp                  | 7       | 111       | 126.343                  | 2.292,25   | 55               | 222        |
| Lannion                   | 5       | 57        | 100.877                  | 904,36     | 112              | 223        |
| Saint-Brieuc              | 15      | 110       | 275.606                  | 2.696,03   | 102              | 224        |
| Département Côtes-d’Armor | 27      | 344       | 609.598                  | 6.877,55   | 89               | 22         |

Siehe auch:
- Liste der Gemeinden im Département Côtes-d’Armor
- Liste der Kantone im Département Côtes-d’Armor
- Liste der Gemeindeverbände im Département Côtes-d’Armor

## Klima
|                        | Jan | Feb | Mär | Apr | Mai | Jun  | Jul  | Aug | Sep | Okt  | Nov | Dez |   |      |
| Mittl. Temperatur (°C) | 7   | 7   | 8   | 9,5 | 12  | 14,5 | 16,5 | 17  | 16  | 13,5 | 10  | 8   | ⌀ | 11,6 |
| Mittl. Tagesmax. (°C)  | 9   | 9   | 10  | 12  | 15  | 17   | 19   | 20  | 19  | 16   | 12  | 10  | ⌀ | 14   |
| Mittl. Tagesmin. (°C)  | 5   | 5   | 6   | 7   | 9   | 12   | 14   | 14  | 13  | 11   | 8   | 6   | ⌀ | 9,2  |
|                        |     |     |     |     |     |      |      |     |     |      |     |     |   |      |
| Niederschlag (mm)      | 77  | 67  | 54  | 43  | 50  | 39   | 41   | 48  | 60  | 64   | 89  | 79  | Σ | 711  |
|                        |     |     |     |     |     |      |      |     |     |      |     |     |   |      |
| Regentage (d)          | 14  | 12  | 12  | 9   | 10  | 7    | 7    | 8   | 10  | 10   | 15  | 14  | Σ | 128  |
|                        |     |     |     |     |     |      |      |     |     |      |     |     |   |      |
| Wassertemperatur (°C)  | 10  | 9   | 9   | 10  | 11  | 14   | 16   | 17  | 16  | 15   | 13  | 11  | ⌀ | 12,6 |

| 5 |

| 5 |

| 6 |

| 7 |

| 9 |

| 12 |

| 14 |

| 14 |

| 13 |

| 11 |

| 8 |

| 6 |

| 5 |

| 5 |

| 6 |

| 7 |

| 9 |

| 12 |

| 14 |

| 14 |

| 13 |

| 11 |

| 8 |

| 6 |

| N i e d e r s c h l a g | 77  | 67  | 54  | 43  | 50  | 39  | 41  | 48  | 60  | 64  | 89  | 79  |
|                         | Jan | Feb | Mär | Apr | Mai | Jun | Jul | Aug | Sep | Okt | Nov | Dez |

Tage pro Jahr mit
- Regenfällen über 1 mm: 128
- Frost: 5
- Schnee: 5
- Gewitter: 7
- Hagel: 5

(Stand: 2011)